# Bitwa pod Słupią

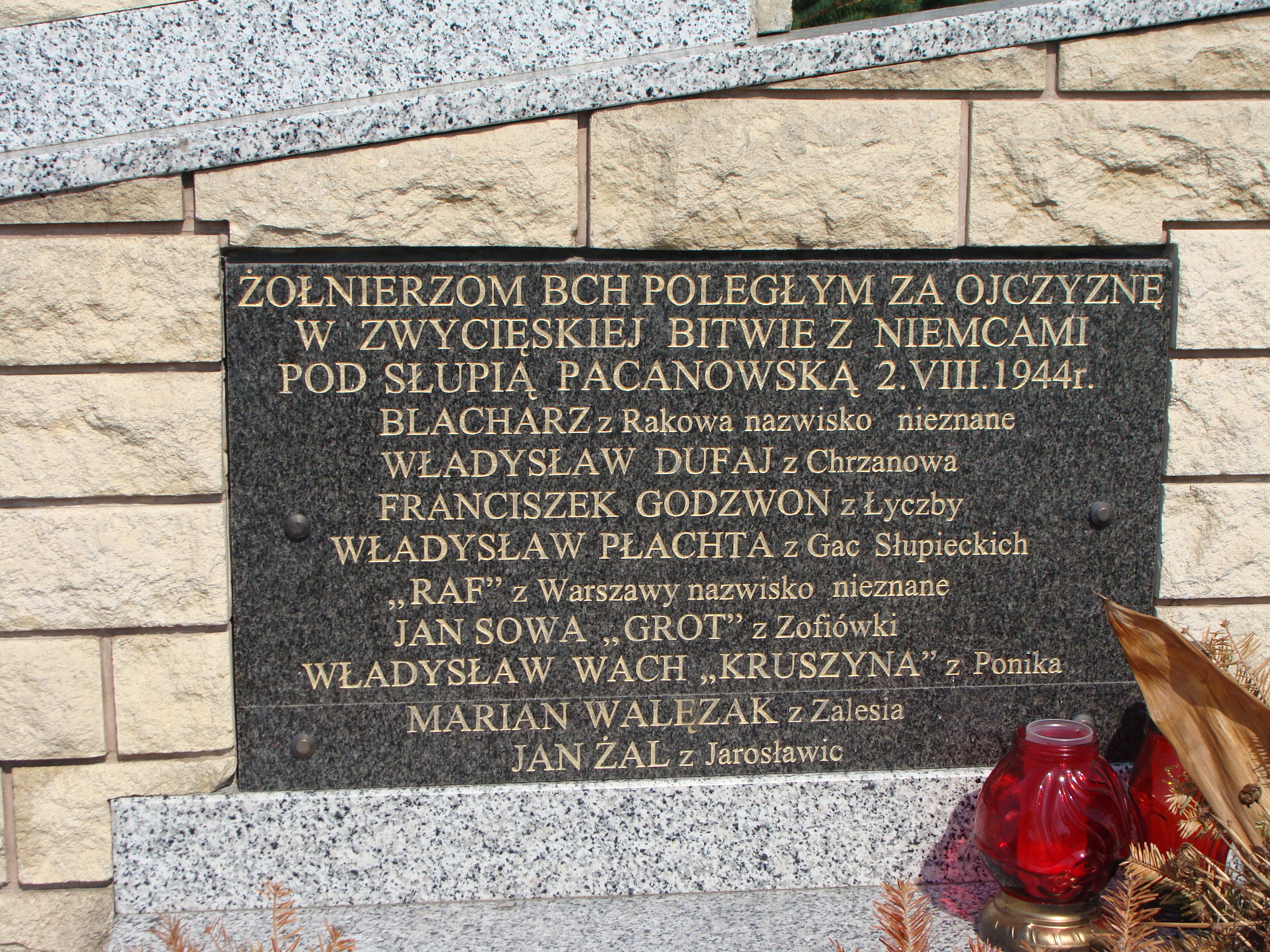
Tablica na pomniku w Słupi poświęcona poległym podczas bitwy partyzantom Batalionów Chłopskich

Bitwa pod Słupią – zwycięska bitwa partyzancka stoczona 2 sierpnia 1944 przez oddziały Batalionów Chłopskich pod Słupią z oddziałami niemieckimi należącymi do 17 Dywizji Pancernej.

## Przebieg bitwy
Po otrzymaniu informacji, że w Słupi zatrzymał się tabor niemiecki podążający do Szczucina, Piotr Pawlina kwaterujący w Sydzynie jako dowodzący Oddziałem Partyzanckim BCh „Piotr” wydał rozkaz zorganizowania zasadzki i zaatakowania kolumny niemieckiej, kiedy ta znajdzie się na drodze ze Słupi do Rataj. Po nocnym marszu partyzanci dotarli na planowane miejsce zasadzki. Korzystając z gęstej mgły bechowcy niepostrzeżenie doszli prawie do samej drogi, którą posuwała się niemiecka kolumna. Wywiązała się walka, w której uczestniczyły między innymi pododdziały Bogdana Bednarskiego „Sępa”, Mariana Śliwińskiego „Lota” i Jana Kopacza „Adka”. Atak na zaskoczonych żołnierzy niemieckich zakończył się całkowitym powodzeniem. W walce zdobyto wiele broni ręcznej i maszynowej, oraz 3 moździerze z amunicją. Na polu walki pozostały też 42 wozy ze sprzętem.
Do walki doszło także z oddziałem niemieckim kwaterującym w Słupi. Niemcy nie dali się zaskoczyć, zorganizowali obronę i stawili twardy opór. Około godziny dziesiątej na teren potyczki dotarły wojska radzieckie walczące o utworzenie przyczółka baranowsko-sandomierskiego, w sile trzech pojazdów pancernych, przesądzając o losie bitwy. Żołnierze Armii Czerwonej o toczonej przez partyzantów walce zostali poinformowani przez profesora Stanisława Szczotkę i porucznika Stanisława Gonia. Wzięci do niewoli niemieccy jeńcy zostali przekazani żołnierzom Armii Czerwonej. W walce polegli m.in. Jan Sowa, Władysław Wach, Jan Żal, Władysław Dufaj, Franciszek Godzwon, Marian Walęzak i Władysław Płachta. Ranny został Bogdan Bednarski „Sęp” dowodzący plutonem atakującym czoło kolumny niemieckiej. Rany odnieśli także Feliks Glica, Marian Guca, Stanisław Idzik, Antoni Wójtowicz i Franciszek Tłomak.

Ocena niemiecka bitwy pod Słupią, tendencyjna i starająca się ukryć rozmiar porażki zawarta została w meldunku o treści: 

Dnia 2.8.1944 r. godz. 9 wieś Słupia 11-9 km od Szczucina 8-my szwadron 17 dywizji pancernej w sile 1 oficer i 25 żołnierzy zostali napadnięci przez silną bandę.

## Upamiętnienie
Ku czci poległych partyzantów w Słupi młodzież usypała kopiec. W 1965 w miejscu kopca z inicjatywy społeczności Słupi i Pacanowa powstał pomnik. W 1989 z okazji 45 rocznicy partyzanckiej bitwy pomnik został odrestaurowany.

## Inne akcje Batalionów Chłopskich
- Rozbicie więzienia w Pińczowie
- Zatopienie statku Tannenberg
- Wysadzenie pociągu amunicyjnego pod Gołębiem